# Monti di Sciara, Caccamo e Termini Imerese
I Monti di Sciara, Caccamo e Termini Imerese sono una dorsale montuosa della Sicilia, interamente compresa nella città metropolitana di Palermo.
La catena montuosa può essere considerata una continuazione dell'Appennino siculo, ed è situata tra le Madonie (da Est) e i Monti di Palermo (ad Ovest). La cima più alta è raggiunta dal Monte San Calogero (o Euraco) di 1.326 metri, nei pressi di Cerda e Termini Imerese; altri rilievi che superano i mille metri sono Pizzo Trigna (1.257 m) e Pizzo Cane (1.243 m).

## Orografia

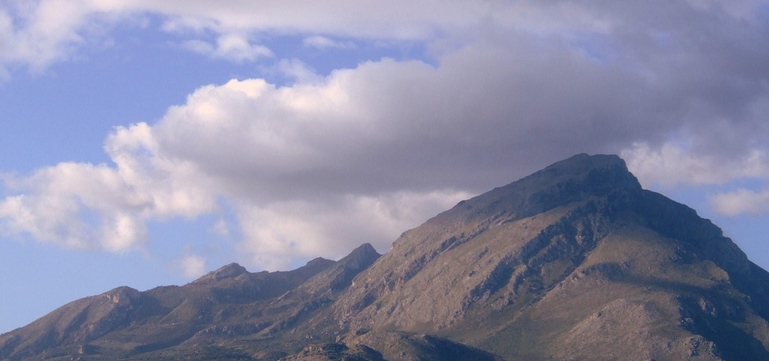
Monte San Calogero, la cima più alta del gruppo montuoso

- Monte San Calogero (1.326 m)
- Pizzo Trigna (1.257 m)
- Pizzo Cane (1.243 m)